# Damián Álvarez Arcos
Damián Álvarez Arcos (* 11. März 1973 in Veracruz, Veracruz) ist ein ehemaliger mexikanischer Fußballspieler auf der Position eines Stürmers.

## Leben
Álvarez begann seine Profi-Laufbahn beim Club Atlas, seiner mit vierjähriger Zugehörigkeit längsten Station. Anschließend wechselte er zum Club León, bei dem er zum Nationalspieler heranreifte und in den Jahren 1996 und 1997 insgesamt sechsmal für die mexikanische Fußballnationalmannschaft zum Einsatz kam und zwei Tore erzielte. In den nächsten Jahren spielte er sowohl für die beiden großen Erzrivalen des mexikanischen Fußballs, Chivas und América, als auch für zwei Teams der Major League Soccer, Dallas Burn und New England Revolution sowie anschließend einige weitere Mannschaften der ersten und zweiten mexikanischen Liga. Seine aktive Laufbahn beendete Álvarez in der Apertura 2003 in Reihen der nur kurzfristig bestehenden Trotamundos Tijuana.